# 細川持之
細川 持之（ほそかわ もちゆき）は、室町時代の武将・守護大名。室町幕府14代管領。摂津国・丹波国・讃岐国・土佐国守護。細川京兆家10代当主。

## 生涯
細川満元の次男として誕生。元服に際して4代将軍・足利義持より偏諱を受けて、持之と名乗る。
永享元年（1429年）、死去した兄・持元の跡を継いだ。
永享4年（1432年）、斯波義淳の後を受けて管領に就任し、6代将軍・足利義教（義持の弟）が専制政治を行う中で管領を務め、関東で発生した永享の乱、結城合戦にも対応する。
嘉吉元年（1441年）5月26日、義教を自邸に招いて結城合戦戦勝の祝宴を開いた。
嘉吉元年（1441年）6月24日、赤松満祐が結城合戦祝勝会で義教を殺害した際には、持之は同席していたが難を逃れている。義教殺害後は直ちに朝廷に参内して、変事を奏上した。さらに満祐が義教の首級を返還すると述べた使者を斬り殺して、赤松家との敵対を明確にした。
同月26日、持之は幕府重鎮達と評定を開いて義教の嫡子で8歳の足利義勝を室町御所に移して義教の後継者とし、在京の諸将を結集させて赤松氏を討伐するための対策をとった。しかし、討伐はなかなか進まず、7月6日に等持院で行なった義教の葬儀は持之のみが出席する体たらくであったという（『建内記』）。しかも、満祐から持之に挑戦状まで送られた。
将軍が殺された時に管領でありながら戦いもせず、真っ先に逃げ出そうとした持之の臆病ぶりは嘲笑され、持之が満祐と結託しているという噂まで流れたが、実際こうした幕府の対応の遅さに、赤松氏に有利に事態を収拾しようとした持之の明確な意図を読み取る見方もある。
7月26日、持之は満祐追討の綸旨を朝廷に求めたが、朝廷では義教の恐怖政治を終わらせた満祐に対する同情も多かったため、綸旨はなかなか出されなかった。だが、持之が永享の乱における持氏討伐の綸旨の先例を出して嘆願したため、8月1日に赤松討伐の綸旨が下された。
こうして、山名宗全や一族の細川持常らを主力とした大軍を播磨など赤松領国に送り、さらに西国大名も動員した。そして、9月までに赤松家を滅ぼした（嘉吉の乱）。以後、幼い義勝に代わって幕政を主導した。
嘉吉2年（1442年）6月24日、管領を辞任して出家し、常喜（じょうき）と改名、8月4日に死去。享年43。家督は嫡男・勝元が継いだが、少年のため弟・持賢が後見人となった。また、後任の管領に畠山持国が就任し、以後の幕政は持国が主導した。

## 系譜
- 父：細川満元（1378-1426）
- 母：不詳
- 室：京極高光娘
  - 嫡男：細川勝元（1430-1473）
- 生母不明の子女
  - 男子：細川成賢 - 細川持賢の養子

## 偏諱を受けた人物
- 津野之高 - 持之が守護職を兼ねる土佐国の豪族・津野氏の当主。